# فيلهلم بير
فيلهلم بير (بالإنجليزية: Wilhelm Beer)‏ (و. 1797 – 1850 م) هو عالم فلك، ورسام الخرائط، ومصرفي من الإمبراطورية الرومانية المقدسة . ولد في برلين .
توفي في برلين، عن عمر يناهز 53 عاماً.

## جوائز
حصل على جوائز منها:
- Order of Vasa [الإنجليزية]‏.

## روابط خارجية
- فيلهلم بير على موقع الموسوعة البريطانية (الإنجليزية)